# Линкольн Сити
«Ли́нкольн Си́ти» (полное название — Футбольный клуб «Линкольн Сити»; англ. Lincoln City Football Club, английское произношение: ['lɪŋkən ˈsɪti 'futbɔ:l klʌb]) — английский профессиональный футбольный клуб из города Линкольн, графство Линкольншир, Восточный Мидленд.
В настоящее время выступает в Лиге 1, третьем по значимости дивизионе в системе футбольных лиг Англии.
Домашние матчи с 1895 года проводит на стадионе «Синсил Бэнк», вмещающем более 10 тысяч зрителей.
Прозвище команды — «черти» (англ. The Imps). Традиционно клуб играет в красно-белой полосатой футболке, чёрных шортах и красно-белых гетрах.
Лучшим достижением команды в чемпионате стало пятое место во втором по значимости дивизионе в сезоне 1901/02. Лучшее достижение в Кубке Англии — четвертьфинал в сезоне 2016/17.

## История
Официально «Линкольн Сити» был создан как любительская команда в 1884 году после расформирования «Линкольн Роверс». Первую игру клуб провёл 4 октября 1884 года против «Слифорда». Тогда клуб выиграл со счётом 9:1. Первый официальный матч он выиграл у «Бостона Эксельсиор» со счётом 11:0. Скоро «Линкольн Сити» получил профессиональный статус и получил возможность играть в Кубке графства. 

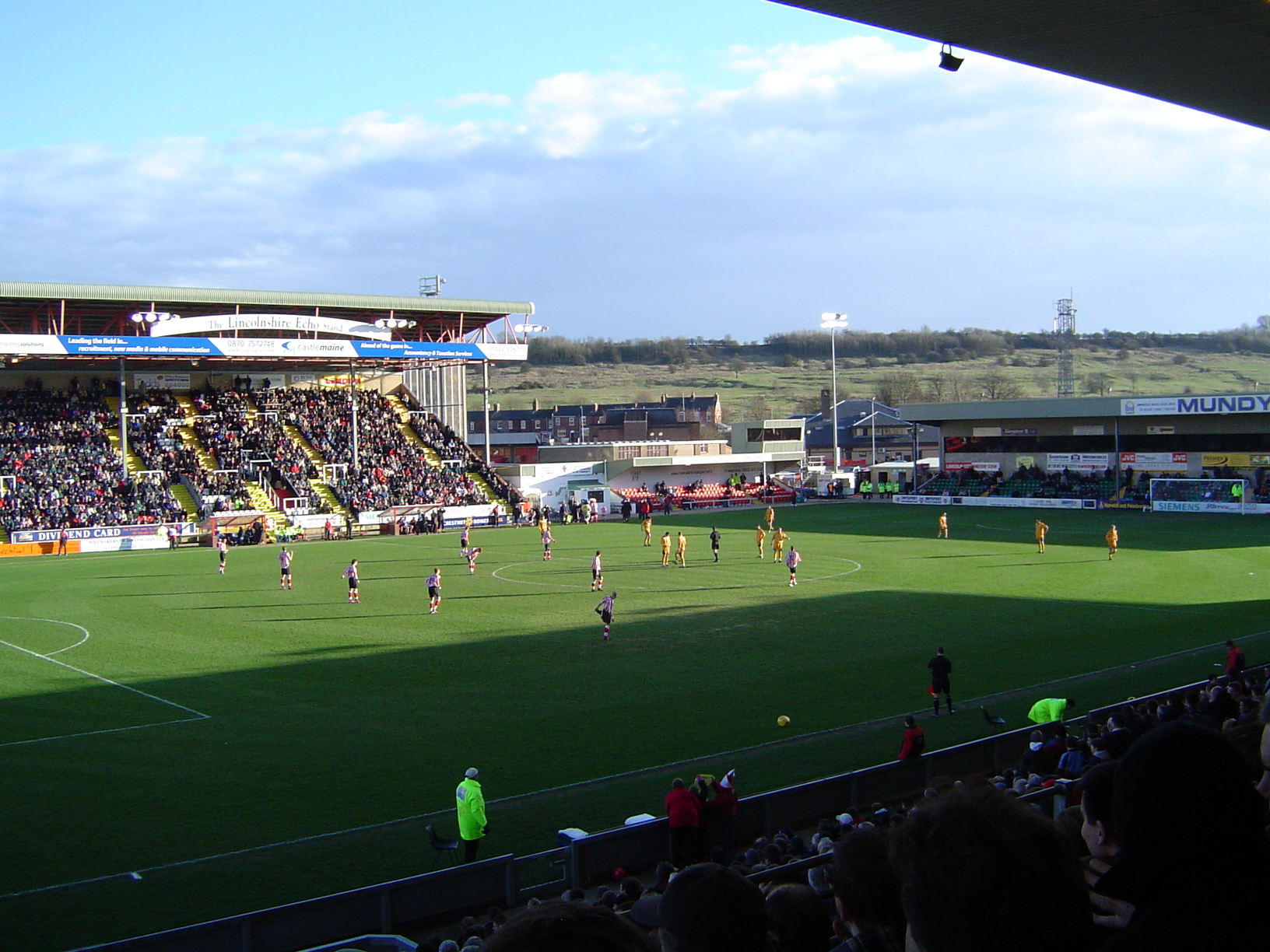

 В 1893 году клуб вышел в третий дивизион. Первую игру в лиге он провёл 3 сентября 1902 года против «Шеффилд Юнайтед». До 1920-х годов «Линкольн» выступал стабильно, но ни разу не поднялся лигой выше. Так или иначе, скоро он вступил в Лигу Мидланда и Центральную Лигу.
В 1922 году клуб был переведён в новосозданный третий дивизион Северной лиги. Там «Линкольн Сити» выступал почти сорок лет. В 1962 году клуб попал в четвёртый дивизион. В 1982 году он остался в шаге от продвижения во второй дивизион. В 1986 году клуб «Линкольн» вылетел из дивизиона, а затем стал любительским клубом. Он тут же получил сокращение состава и урезанное финансирование. На профессиональный уровень «Линкольн Сити» вернулся только в 2000 году. Команде было сложно удержаться в дивизионе, и поэтому он постоянно участвовал в плей-офф за выживание. С 2011 года клуб выступает в Национальной Конференции. В 2017 году досрочно стал чемпионом Национальной конференции, тем самым обеспечив себе повышение в Вторую лигу, в которой и проведёт сезон 2017/18. В сезоне 2018/19 команда стала победителем Лиги 2, тем самым обеспечив себе выход в Лигу 1.

## Достижения

Предыдущий логотип команды

### В лиге
- Третий северный дивизион (в настоящее время уровень Лиги 1)
  - Победитель (3): 1931/32, 1947/48, 1951/52
  - Второе место (3): 1927/28, 1930/31, 1936/37
- Четвёртый дивизион (в настоящее время уровень Лиги 2)
  - Победитель: 1975/76
  - Второе место: 1980/81
- Третий дивизион Футбольной лиги (1992—2004) (в настоящее время уровень Лиги 2)
  - Второе место: 1997/98
  - Финалист плей-офф: 2002/03
  - Полуфиналист плей-офф: 2003/04
- Лига 2
  - Победитель: 2018/2019
  - Финалист плей-офф: 2004/05
  - Полуфиналист плей-офф (2): 2005/06, 2006/07
- Национальная лига
  - Победитель (2): 1987/88, 2016/17
- Мидлендская лига / Центральная лига
  - Победитель (4): 1889/90, 1908/09, 1911/125, 1920/21
  - Второе место: 1890/91

### Кубки
- Трофей Футбольной лиги
  - Финалист: 1983
  - Финалист северной секции: 2000/01